# Fontao (Sarria)
Fontao (llamada oficialmente San Martiño de Fontao) es una parroquia y una aldea española del municipio de Sarria, en la provincia de Lugo, Galicia.

## Organización territorial
La parroquia está formada por cuatro entidades de población:
- Fontao
- Polvoreiro (O Polvoreiro)
- Regueiro
- Vilasante

## Demografía

### Parroquia
| Gráfica de evolución demográfica de Fontao (parroquia) entre 2000 y 2021 |
|                                                                          |
| Datos según el nomenclátor publicado por el INE.                         |

### Aldea
| Gráfica de evolución demográfica de Fontao (aldea) entre 2000 y 2021 |
|                                                                      |
| Datos según el nomenclátor publicado por el INE.                     |